# Philomastix
Philomastix – rodzaj błonkówek z rodziny Pergidae.

## Zasięg występowania
Przedstawiciele tego rodzaju występują w Australii.

## Systematyka
Do  Philomastix zaliczane są 3 gatunki:
- Philomastix macleaii
- Philomastix nancarrowi
- Philomastix xanthophylax